# Orobias (protista)
Orobias es un género de foraminífero bentónico de estatus incierto, aunque considerado perteneciente a la familia Endothyridae, de la superfamilia Endothyroidea, del suborden Fusulinina y del orden Fusulinida. Su especie tipo es Globigerina cambrica. Su rango cronoestratigráfico abarcaba el Cámbrico.

## Discusión
Clasificaciones más recientes hubiesen incluido Orobias en el suborden Endothyrina, del orden Endothyrida, de la subclase Fusulinana de la clase Fusulinata. Ha llegado a ser considerado un sinónimo posterior de Nummulina o de Ozawainella.

## Clasificación
Orobias incluía a las siguientes especies:
- Orobias aequalis †
- Orobias ammonoides †
- Orobias antiquior †
- Orobias biumbonata †
- Orobias ciscoensis †
- Orobias kueichihensis †
- Orobias mirabilis †
- Orobias ornata †
- Orobias radiata †
- Orobias tingi †
- Orobias waageni †